# 《复仇者联盟4：终局之战》获奖名单
《复仇者联盟4：终局之战》是2019年的美国超級英雄電影，根据漫威漫畫超级英雄组合复仇者改编，漫威影业制作，華特迪士尼工作室電影发行。该片是《復仇者聯盟3：無限之戰》的续集，漫威电影宇宙系列电影第22弹，由罗素兄弟执导，克里斯托弗·马库斯与斯蒂芬·麦克菲利编剧，全明星演员阵容包括小勞勃·道尼、克里斯·埃文斯、马克·鲁法洛、克里斯·海姆斯沃斯、史嘉蕾·喬韓森、杰瑞米·雷纳、唐·钱德尔、保羅·路德、布丽·拉尔森、凯伦·吉兰、
達娜·古瑞拉、黃凱旋、強·法夫洛、布萊德利·庫柏、格温妮丝·帕特罗、喬許·布洛林。
电影2019年4月22日在洛杉矶首映，26日开始在美国院线发行。电影的导演、表演、配乐、动作场面、视觉效果、情感分量赢得赞誉，影评人称赞该片把跨越22部电影的剧情推到高潮。影片的全球票房达27.98亿美元，院线上映仅11天就超越《复仇者联盟3：无限战争》的收入总额，打破史上最卖座电影等众多票房纪录。据评论汇总网站爛番茄统计，影评人对该片的认可度达九成四。
《复仇者联盟4：终局之战》提名奥斯卡金像奖、安妮獎、英国电影学院奖、葛萊美獎、好萊塢電影獎、美國演員工會獎各一项，其中安妮奖、好莱坞电影奖、美国演员工会奖胜出；提名卫星奖两项，评论家选择电影奖三项（胜出两项），MTV影視大獎四项（获奖三项）、人民选择奖七项（拿下三项），青少年选择奖九项（胜出四项），尼克频道儿童选择奖11项（获奖两项），土星獎14项（拿下六项）。众多演员赢得认可，如唐尼七项提名，约翰逊六项，埃文斯与布洛林各五项。

## 奖项
| 奖名                 | 颁奖日期       | 项目                       | 提名人                                                              | 结果 | 参考          |
| -------------------- | -------------- | -------------------------- | ------------------------------------------------------------------- | ---- | ------------- |
| 奥斯卡金像奖         | 2020年2月9日   | 最佳视觉效果               | 丹·德里伍、马特·艾特肯、拉塞尔·厄尔、丹尼尔·萨迪克                  | 提名 | [ 8 ]         |
| 安妮獎               | 2020年1月25日  | 真人电影角色动画杰出成就奖 | 西德尼·康波-金通博                                                  | 獲獎 | [ 9 ]         |
| 藝術指導工會         | 2020年2月1日   | 奇幻电影最佳艺术指导       | 查尔斯·伍德                                                         | 獲獎 | [ 10 ]        |
| 奥斯汀影评人协会     | 2020年1月6日   | 最佳动作捕捉/特效演出      | 马克·鲁法洛                                                         | 提名 | [ 11 ] [ 12 ] |
| 奥斯汀影评人协会     | 2020年1月6日   | 最佳动作捕捉/特效演出      | 喬許·布洛林                                                         | 獲獎 | [ 11 ] [ 12 ] |
| 奥斯汀影评人协会     | 2020年1月6日   | 最佳特技演员               | 《复仇者联盟4：终局之战》                                           | 提名 | [ 11 ] [ 12 ] |
| 黑人娱乐电视大奖     | 2019年6月23日  | 最佳男主角                 | 查德維克·博斯曼                                                     | 提名 | [ 13 ]        |
| 英国电影学院奖       | 2020年2月2日   | 最佳视觉特效               | 丹·德里伍、丹尼尔·萨迪克                                            | 提名 | [ 14 ]        |
| 美国选角协会         | 2020年1月30日  | 时代精神奖                 | 萨拉·芬兰、蔡斯·帕里斯、塔拉·费尔德斯坦·贝内特、杰森·斯塔梅         | 提名 | [ 15 ]        |
| 芝加哥影评人协会     | 2019年12月14日 | 最佳视觉效果               | 《复仇者联盟4：终局之战》                                           | 提名 | [ 16 ]        |
| 服装设计师工会       | 2020年1月28日  | 奇幻电影最佳               | 朱迪安娜·马科夫斯基                                                 | 提名 | [ 17 ]        |
| 评论家选择电影奖     | 2020年1月12日  | 最佳视觉效果               | 《复仇者联盟4：终局之战》                                           | 獲獎 | [ 18 ]        |
| 评论家选择电影奖     | 2020年1月12日  | 最佳动作片                 | 《复仇者联盟4：终局之战》                                           | 獲獎 | [ 18 ]        |
| 评论家选择电影奖     | 2020年1月12日  | 最佳科幻/恐怖片            | 《复仇者联盟4：终局之战》                                           | 提名 | [ 18 ]        |
| 龙奖                 | 2019年9月13日  | 最佳科幻或奇幻片           | 《复仇者联盟4：终局之战》                                           | 獲獎 | [ 19 ]        |
| 佛罗里达影评人协会   | 2019年12月23日 | 最佳视觉效果               | 《复仇者联盟4：终局之战》                                           | 亚军 | [ 20 ]        |
| 金卷轴奖             | 2020年1月19日  | 最佳电影对白音效剪辑       | 丹尼尔·劳里、香农·米尔斯、雅各布·里尔、布拉德·塞梅诺夫              | 提名 | [ 21 ]        |
| 金卷轴奖             | 2020年1月19日  | 最佳电影音效/拟音          | 《复仇者联盟4：终局之战》                                           | 提名 | [ 21 ]        |
| 金番茄奖             | 2020年1月9日   | 最佳广泛上映电影           | 《复仇者联盟4：终局之战》                                           | 獲獎 | [ 22 ] [ 23 ] |
| 金番茄奖             | 2020年1月9日   | 最佳漫画电影               | 《复仇者联盟4：终局之战》                                           | 獲獎 | [ 22 ] [ 23 ] |
| 金预告片奖           | 2019年5月29日  | 最佳奇幻历险               | 《反思》                                                            | 獲獎 | [ 24 ]        |
| 金预告片奖           | 2019年5月29日  | 最佳原创配乐               | 《顶点》                                                            | 提名 | [ 24 ]        |
| 金预告片奖           | 2019年5月29日  | 最佳动作长片电视预告片     | 超级碗时段                                                          | 提名 | [ 24 ]        |
| 金预告片奖           | 2019年5月29日  | 最佳奇幻长片电视预告片     | 《压倒》                                                            | 獲獎 | [ 24 ]        |
| 金预告片奖           | 2019年5月29日  | 最佳奇幻历险片海报         | 《单页收益》                                                        | 提名 | [ 24 ]        |
| 金预告片奖           | 2019年5月29日  | 最佳国际海报               | 《单页收益》                                                        | 提名 | [ 24 ]        |
| 葛萊美獎             | 2020年1月26日  | 最佳视觉媒体配乐           | 亚伦·史维斯查                                                       | 提名 | [ 25 ]        |
| 哈维奖               | 2019年10月4日  | 最佳漫画改编作品           | 《复仇者联盟4：终局之战》                                           | 提名 | [ 26 ]        |
| 好莱坞影评人协会     | 2020年1月9日   | 最佳群体演出               | 《复仇者联盟4：终局之战》                                           | 提名 | [ 27 ] [ 28 ] |
| 好莱坞影评人协会     | 2020年1月9日   | 最佳动作/战争片            | 《复仇者联盟4：终局之战》                                           | 提名 | [ 27 ] [ 28 ] |
| 好莱坞影评人协会     | 2020年1月9日   | 最佳大片                   | 《复仇者联盟4：终局之战》                                           | 獲獎 | [ 27 ] [ 28 ] |
| 好莱坞影评人协会     | 2020年1月9日   | 最佳特技演员               | 《复仇者联盟4：终局之战》                                           | 提名 | [ 27 ] [ 28 ] |
| 好莱坞影评人协会     | 2020年1月9日   | 最佳视觉效果               | 丹·德里伍、马特·艾特肯、拉塞尔·厄尔、丹尼尔·萨迪克                  | 獲獎 | [ 27 ] [ 28 ] |
| 好莱坞影评人协会     | 2020年1月9日   | 最佳动画或特效演出         | 喬許·布洛林                                                         | 提名 | [ 27 ] [ 28 ] |
| 好萊塢電影獎         | 2019年11月3日  | 好莱坞大片奖               | 凱文·費吉与维多利亚·阿隆索                                          | 獲獎 | [ 29 ]        |
| 好莱坞音乐传媒奖     | 2019年11月20日 | 最佳科幻/奇幻片原创配乐    | 亚伦·史维斯查                                                       | 獲獎 | [ 30 ]        |
| 好莱坞职业协会       | 2019年11月21日 | 最佳长片电影视觉效果       | 马特·艾特肯、西德尼·康波、肖恩·诺埃尔·沃克、戴维·康利、马文·杨      | 提名 | [ 31 ]        |
| 休斯顿影评人协会     | 2020年1月2日   | 最佳视觉效果               | 《复仇者联盟4：终局之战》                                           | 提名 | [ 32 ] [ 33 ] |
| 雨果奖               | 2020年8月1日   | 最佳戏剧表现               | 《复仇者联盟4：终局之战》                                           | 提名 | [ 34 ] [ 35 ] |
| 化妆师与发型师工会奖 | 2020年1月11日  | 最佳当代电影长片化妆       | 约翰·布雷克、弗朗西斯科·佩雷斯                                      | 提名 | [ 36 ] [ 37 ] |
| 电影指南奖           | 2020年1月24日  | 最佳成年观众电影           | 《复仇者联盟4：终局之战》                                           | 提名 | [ 38 ] [ 39 ] |
| MTV影視大獎          | 2019年6月17日  | 最佳电影                   | 《复仇者联盟4：终局之战》                                           | 獲獎 | [ 40 ]        |
| MTV影視大獎          | 2019年6月17日  | 最佳英雄                   | 小勞勃·道尼                                                         | 獲獎 | [ 40 ]        |
| MTV影視大獎          | 2019年6月17日  | 最佳反派                   | 喬許·布洛林                                                         | 獲獎 | [ 40 ]        |
| MTV影視大獎          | 2019年6月17日  | 影视大奖最佳打斗           | 美国队长对抗灭霸                                                    | 提名 | [ 40 ]        |
| 国家影视奖           | 2019年12月3日  | 最佳长片电影               | 《复仇者联盟4：终局之战》                                           | 提名 | [ 41 ] [ 42 ] |
| 国家影视奖           | 2019年12月3日  | 最佳男主角                 | 小勞勃·道尼                                                         | 提名 | [ 41 ] [ 42 ] |
| 国家影视奖           | 2019年12月3日  | 最佳女主角                 | 史嘉蕾·喬韓森                                                       | 提名 | [ 41 ] [ 42 ] |
| 国家影视奖           | 2019年12月3日  | 最佳电影演出               | 马克·鲁法洛                                                         | 提名 | [ 41 ] [ 42 ] |
| 国家影视奖           | 2019年12月3日  | 最佳电影演出               | 唐·钱德尔                                                           | 提名 | [ 41 ] [ 42 ] |
| 国家影视奖           | 2019年12月3日  | 最佳制片                   | 凱文·費吉                                                           | 提名 | [ 41 ] [ 42 ] |
| 尼克频道儿童选择奖   | 2020年5月2日   | 最受欢迎电影               | 《复仇者联盟4：终局之战》                                           | 獲獎 | [ 43 ]        |
| 尼克频道儿童选择奖   | 2020年5月2日   | 最受欢迎男影星             | 克里斯·埃文斯                                                       | 提名 | [ 43 ]        |
| 尼克频道儿童选择奖   | 2020年5月2日   | 最受欢迎男影星             | 克里斯·海姆斯沃斯                                                   | 提名 | [ 43 ]        |
| 尼克频道儿童选择奖   | 2020年5月2日   | 最受欢迎女影星             | 史嘉蕾·喬韓森                                                       | 提名 | [ 43 ]        |
| 尼克频道儿童选择奖   | 2020年5月2日   | 最受欢迎女影星             | 布丽·拉尔森 《惊奇队长》并列                                        | 提名 | [ 43 ]        |
| 尼克频道儿童选择奖   | 2020年5月2日   | 最受欢迎超级英雄           | 小罗伯特·唐尼                                                       | 提名 | [ 43 ]        |
| 尼克频道儿童选择奖   | 2020年5月2日   | 最受欢迎超级英雄           | 克里斯·埃文斯                                                       | 提名 | [ 43 ]        |
| 尼克频道儿童选择奖   | 2020年5月2日   | 最受欢迎超级英雄           | 克里斯·海姆斯沃斯                                                   | 提名 | [ 43 ]        |
| 尼克频道儿童选择奖   | 2020年5月2日   | 最受欢迎超级英雄           | 汤姆·赫兰德 《蜘蛛人：離家日》并列                                  | 獲獎 | [ 43 ]        |
| 尼克频道儿童选择奖   | 2020年5月2日   | 最受欢迎超级英雄           | 斯嘉丽·约翰逊                                                       | 提名 | [ 43 ]        |
| 尼克频道儿童选择奖   | 2020年5月2日   | 最受欢迎超级英雄           | 布丽·拉尔森 《惊奇队长》并列                                        | 提名 | [ 43 ]        |
| 人民选择奖           | 2019年11月10日 | 2019年度电影               | 《复仇者联盟4：终局之战》                                           | 獲獎 | [ 44 ]        |
| 人民选择奖           | 2019年11月10日 | 2019年度动作片             | 《复仇者联盟4：终局之战》                                           | 獲獎 | [ 44 ]        |
| 人民选择奖           | 2019年11月10日 | 2019年度男影星             | 小罗伯特·唐尼                                                       | 獲獎 | [ 44 ]        |
| 人民选择奖           | 2019年11月10日 | 2019年度男影星             | 克里斯·海姆斯沃斯                                                   | 提名 | [ 44 ]        |
| 人民选择奖           | 2019年11月10日 | 2019年度女影星             | 斯嘉丽·约翰逊                                                       | 提名 | [ 44 ]        |
| 人民选择奖           | 2019年11月10日 | 2019年度动作影星           | 小罗伯特·唐尼                                                       | 提名 | [ 44 ]        |
| 人民选择奖           | 2019年11月10日 | 2019年度动作影星           | 克里斯·埃文斯                                                       | 提名 | [ 44 ]        |
| 聖地牙哥影評人協會   | 2019年12月9日  | 最佳视觉效果               | 《复仇者联盟4：终局之战》                                           | 提名 | [ 45 ] [ 46 ] |
| 卫星奖               | 2019年12月19日 | 最佳音效                   | 香农·米尔斯、丹尼尔·劳里、汤姆·约翰逊、胡安·佩拉尔塔、约翰·普里切特 | 提名 | [ 47 ]        |
| 卫星奖               | 2019年12月19日 | 最佳视觉效果               | 丹·德里伍、马特·艾特肯、拉塞尔·厄尔、丹尼尔·萨迪克                  | 提名 | [ 47 ]        |
| 土星獎               | 2019年9月13日  | 最佳漫画改编电影           | 《复仇者联盟4：终局之战》                                           | 獲獎 | [ 48 ] [ 49 ] |
| 土星獎               | 2019年9月13日  | 最佳男主角                 | 小罗伯特·唐尼                                                       | 獲獎 | [ 48 ] [ 49 ] |
| 土星獎               | 2019年9月13日  | 最佳男主角                 | 克里斯·埃文斯                                                       | 提名 | [ 48 ] [ 49 ] |
| 土星獎               | 2019年9月13日  | 最佳男配角                 | 杰瑞米·雷纳                                                         | 提名 | [ 48 ] [ 49 ] |
| 土星獎               | 2019年9月13日  | 最佳女配角                 | 凯伦·吉兰                                                           | 提名 | [ 48 ] [ 49 ] |
| 土星獎               | 2019年9月13日  | 最佳女配角                 | 斯嘉丽·约翰逊                                                       | 提名 | [ 48 ] [ 49 ] |
| 土星獎               | 2019年9月13日  | 最佳导演                   | 罗素兄弟                                                            | 提名 | [ 48 ] [ 49 ] |
| 土星獎               | 2019年9月13日  | 最佳编剧                   | 克里斯托弗·马库斯、斯蒂芬·麦克菲利                                  | 提名 | [ 48 ] [ 49 ] |
| 土星獎               | 2019年9月13日  | 最佳艺术指导               | 查尔斯·伍德                                                         | 獲獎 | [ 48 ] [ 49 ] |
| 土星獎               | 2019年9月13日  | 最佳剪辑                   | 杰弗里·福特、马修·施密特                                            | 獲獎 | [ 48 ] [ 49 ] |
| 土星獎               | 2019年9月13日  | 最佳配乐                   | 亚伦·史维斯查                                                       | 提名 | [ 48 ] [ 49 ] |
| 土星獎               | 2019年9月13日  | 最佳服装设计               | 朱迪安娜·马科夫斯基                                                 | 提名 | [ 48 ] [ 49 ] |
| 土星獎               | 2019年9月13日  | 最佳化妆                   | 约翰·布雷克、布莱恩·斯佩                                            | 獲獎 | [ 48 ] [ 49 ] |
| 土星獎               | 2019年9月13日  | 最佳特效                   | 《复仇者联盟4：终局之战》                                           | 獲獎 | [ 48 ] [ 49 ] |
| 美國演員工會獎       | 2020年1月19日  | 最佳特技演员电影集体演出   | 《复仇者联盟4：终局之战》                                           | 獲獎 | [ 50 ]        |
| 西雅图影评人协会     | 2019年12月16日 | 最佳动作编排               | 《复仇者联盟4：终局之战》                                           | 提名 | [ 51 ]        |
| 西雅图影评人协会     | 2019年12月16日 | 最佳视觉效果               | 丹·德里伍、马特·艾特肯、拉塞尔·厄尔、丹尼尔·萨迪克                  | 提名 | [ 51 ]        |
| 圣路易斯影评人协会   | 2019年12月15日 | 最佳视觉效果               | 《复仇者联盟4：终局之战》                                           | 獲獎 | [ 52 ]        |
| 圣路易斯影评人协会   | 2019年12月15日 | 最佳配乐                   | 亚伦·史维斯查                                                       | 提名 | [ 52 ]        |
| 圣路易斯影评人协会   | 2019年12月15日 | 最佳动作片                 | 《复仇者联盟4：终局之战》                                           | 亚军 | [ 52 ]        |
| 圣路易斯影评人协会   | 2019年12月15日 | 最佳桥段                   | “复仇者集结”                                                        | 提名 | [ 52 ]        |
| 青少年选择奖         | 2019年8月11日  | 最佳动作片                 | 《复仇者联盟4：终局之战》                                           | 獲獎 | [ 53 ]        |
| 青少年选择奖         | 2019年8月11日  | 最佳动作片男演员           | 小罗伯特·唐尼                                                       | 獲獎 | [ 53 ]        |
| 青少年选择奖         | 2019年8月11日  | 最佳动作片男演员           | 克里斯·埃文斯                                                       | 提名 | [ 53 ]        |
| 青少年选择奖         | 2019年8月11日  | 最佳动作片男演员           | 克里斯·海姆斯沃斯                                                   | 提名 | [ 53 ]        |
| 青少年选择奖         | 2019年8月11日  | 最佳动作片男演员           | 保羅·路德                                                           | 提名 | [ 53 ]        |
| 青少年选择奖         | 2019年8月11日  | 最佳动作片女演员           | 斯嘉丽·约翰逊                                                       | 獲獎 | [ 53 ]        |
| 青少年选择奖         | 2019年8月11日  | 最佳动作片女演员           | 布丽·拉尔森                                                         | 提名 | [ 53 ]        |
| 青少年选择奖         | 2019年8月11日  | 最佳动作片女演员           | 佐伊·索尔达娜                                                       | 提名 | [ 53 ]        |
| 青少年选择奖         | 2019年8月11日  | 最佳电影反派               | 喬許·布洛林                                                         | 獲獎 | [ 53 ]        |
| 美国视觉效果工会奖   | 2020年1月29日  | 最佳真人长片视觉效果       | 丹·德里伍、詹·安德达尔、马特·艾特肯、拉塞尔·厄尔、丹尼尔·萨迪克     | 提名 | [ 54 ]        |
| 美国视觉效果工会奖   | 2020年1月29日  | 最佳真人长片动画角色       | 凯文·马泰尔、易卜拉欣·贾罗米、斯文·詹森、罗伯特·奥尔曼              | 提名 | [ 54 ]        |
| 美国视觉效果工会奖   | 2020年1月29日  | 最佳真人长片合成           | 蒂姆·沃克、布莱克·温德、托比亚斯·威斯纳、约尔格·布鲁默              | 提名 | [ 54 ]        |
| 华盛顿特区影评人协会 | 2019年12月8日  | 最佳动作捕捉演出           | 喬許·布洛林                                                         | 獲獎 | [ 55 ]        |
| 世界电影配乐奖       | 2019年10月18日 | 年度电影作曲家             | 亚伦·史维斯查                                                       | 提名 | [ 56 ]        |